# Lyn Evans
Pour les articles homonymes, voir Evans.

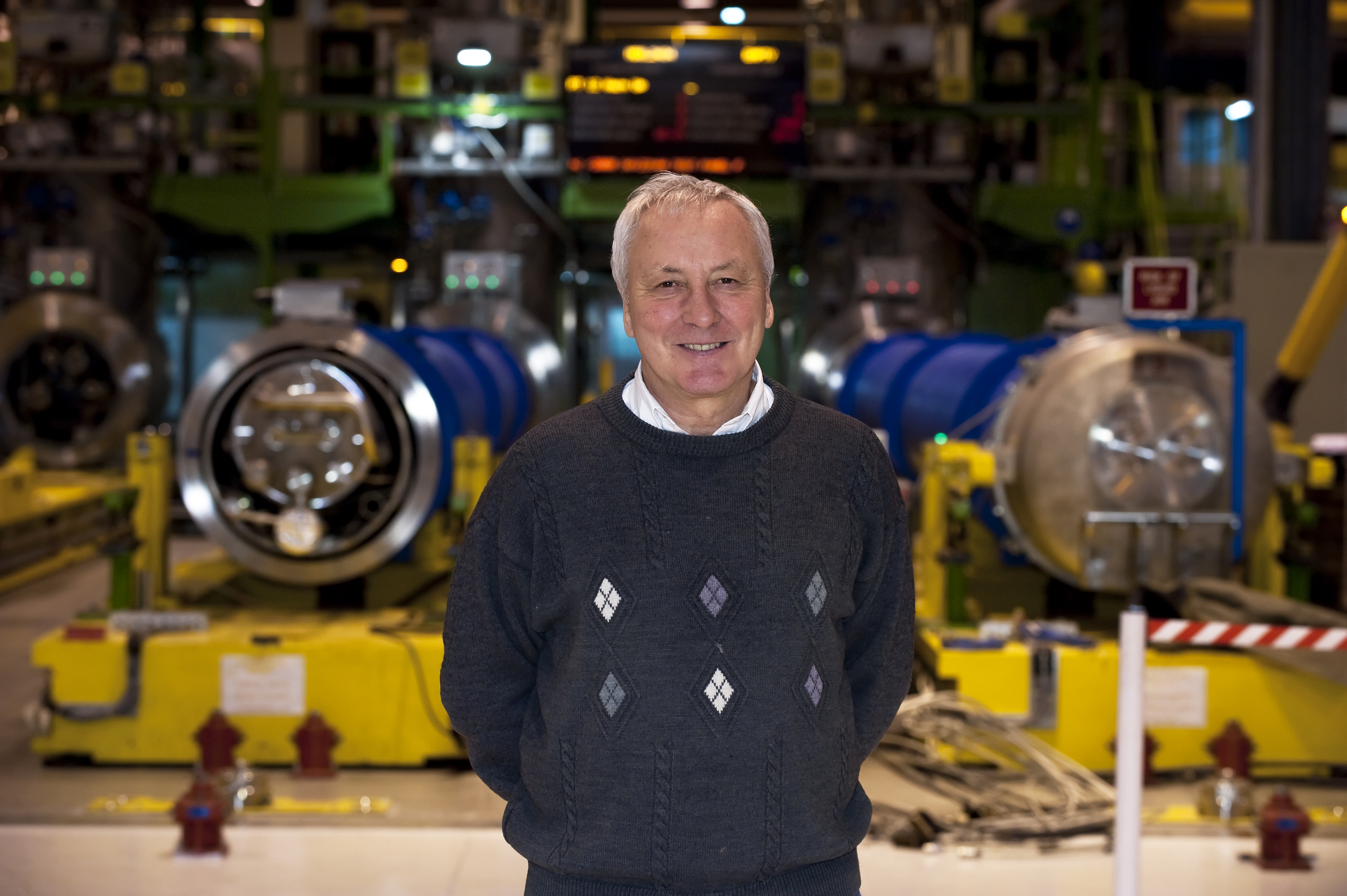
Lyn Evans dans son rôle de chef de projet du LHC en 2008.

Lyn Evans (né Lyndon Evans) en 1945 à Aberdare, est un scientifique gallois, directeur de la collaboration du collisionneur linéaire au CERN. Il a également dans le passé servi comme chef de projet du grand collisionneur de hadrons basé en Suisse.

## Biographie
Né et éduqué à Aberdare dans le South Wales Valleys (en), il a porté dans sa jeunesse de l'intérêt pour la chimie, d'abord inscrit à l'université pour étudier le sujet, il est passé ensuite à la physique parce qu'il a trouvé le sujet plus facile. Evans a étudié à Aberdare High School (en), où il a développé un intérêt pour la physique. Toutefois, il a rencontré des difficultés pour passer son GCE Ordinary Level en français, une qualification qui a été nécessaire pour lui permettre d'entrer dans son cours à l'University College of Swansea (maintenant université de Swansea), d'où il est diplômé en 1970. Il est passé à la physique dans sa deuxième année d'études de premier cycle à Swansea. Il a été fait membre honoraire de l'Université de Swansea en 2002. Il a été lauréat d'un doctorat honorifique en Sciences de l'Université de Glamorgan (maintenant University of South Wales (en)) en juillet 2010. Il est allé au CERN, d'abord en tant que chercheur, ayant déjà visité l'établissement en 1969 en tant que visiteur.
En 1994, il s'est impliqué dans la planification du projet qui allait devenir le Grand Collisionneur de Hadrons, et à la lumière de son rôle de chef dans le LHC, Evans a été surnommé « Evans l'Atome » par les médias (en).

## Prix
- Le 11 décembre 2012, il est lauréat du Prix Physique Fondamentale 2012 spécial[7].